# Gilberto Rodríguez Orejuela
Gilberto José Rodríguez Orejuela (Mariquita, 30 de janeiro de 1939 – Butner, 31 de maio de 2022),  conhecido como "O Enxadrista", foi um traficante de drogas colombiano confesso, tendo sido o principal líder do extinto Cartel de Cali.
De acordo com algumas estimativas, o Cartel de Cali chegou a controlar 80% da cocaína da Colômbia, exportando para os Estados Unidos. Gilberto Rodríguez Orejuela fundou o Cartel de Cali na década de 1970 com o seu irmão Miguel Rodríguez Orejuela e José Santacruz Londoño.
O "jogador de xadrez" foi apelidado assim por sua astúcia para se manter um passo à frente dos seus rivais e para evitar as autoridades. Mesmo possuindo uma violenta reputação, Rodriguez Orejuela preferia subornar do que usar a violência, e em muitos casos foi visto como um empresário de respeito na região.

## Captura e extradição
Depois da morte do senhor das drogas Pablo Escobar, do rival Cartel de Medellín, Gilberto Rodriguez Orejuela e seu irmão Miguel foram capturados em Cali.
Em 1995 durante a administração do presidente Ernesto Samper, cuja presidência foi marcada por denúncias de ter recebido doações do Cartel Cali (o escândalo se tornou conhecido como o 8000), o presidente Samper criou uma parceria com os membros da polícia e do comando de elite, declarando uma guerra total contra as drogas dos cartéis. Gilberto Rodriguez foi capturado em 9 de junho de 1995 em um luxuoso apartamento em Cali, escondido em um armário. Era um dos primeiros grandes barões da droga a ser preso. Logo muitos do Cartel Cali foram presos. José Santacruz morreu após ser baleado enquanto fugia da polícia.
Gilberto Rodriguez Orejuela foi julgado após a sua captura. Ele foi condenado a quinze anos de prisão, que foi reduzida para sete anos por conta da confissão e do bom comportamento. Ele foi liberado em novembro de 2002, em nome de uma controversa decisão judicial emitida pelo juiz José Pedro Suarez, que constatou que a liberação era aplicável pela figura do habeas corpus.
Acusado de enviar 150 kg de cocaína para os Estados Unidos em 1990, uma posição que ele não tinha confessado, Gilberto Rodriguez foi recapturado quatro meses mais tarde, e extraditado para os Estados unidos, em dezembro de 2004. Nessa função, ele juntou-se a outros que continuaram as suas atividades ilegais durante o período em que estava preso.
Declarações do procurador federal Marcos Daniel Jimenez após a chegada de Rodriguez Orejuela aos Estados Unidos, sobre a possibilidade de ser acusado em todos os seus antecedentes criminais, tem gerado controvérsia. As autoridades colombianas afirmaram que, sob os termos da extradição aprovado pelo Corte Suprema de Justiça da Colômbia, os Estados Unidos não podem julgar Rodriguez Orejuela por eventos anteriores a 1997.
Gilberto Rodríguez Orejuela foi extraditado para os Estados Unidos em 3 de dezembro de 2004. Seu irmão Miguel também foi extraditado para os EUA em Março de 2005.
Em 26 de setembro de 2006, tanto Gilberto quanto Miguel foram condenados a 30 anos de prisão, após serem declarados culpados das acusações de traficar cocaína para os EUA. Eles aceitaram confessar os crimes, em troca de o governo americano não apresentar acusações contra seus familiares. Seus advogados - David Oscar Markus e Roy Kahn conseguiram obter imunidade para 29 membros da família dos narcotraficantes.
Em 16 de novembro de 2006 os irmãos foram declarados culpados de uma acusação de lavagem de dinheiro. Ambos foram condenados a um adicional de 87 meses de prisão.
Estava cumprindo sua sentença de 30 anos e 87 meses na Instituição Correcional Federal (FCI Butner Medium II), em Butner, Carolina do Norte, uma prisão de segurança média.
Só iria sair da prisão em 26 de dezembro de 2043.

## Morte
Ele morreu em um centro médico prisional em Butner, Carolina do Norte, em 31 de maio de 2022, aos 83 anos.

## Cultura Popular
Foi interpretado pelo ator mexicano Damián Alcázar, na série Narcos da Netflix.